# جان سوندسن
جان سوندسن (انگلیسی: Jon Svendsen؛ زادهٔ october ۲۶, ۱۹۵۳ (۷۱ سال)) ورزشکار واترپلو اهل ایالات متحده آمریکا است.
وی در مسابقات کشوری و بین‌المللی در مجموع برندهٔ ۱ مدال نقره شده‌است.